# Modelo primário
Em matemática, e em particular na teoria dos modelos, um modelo primo é o mais simples possível. Especificamente, um modelo de {\displaystyle P} é primo se admite uma imersão elementar em qualquer modelo {\displaystyle M} para que ele seja elementarmente equivalente (que é, em qualquer modelo {\displaystyle M} satisfazendo a mesma teoria completa como {\displaystyle P}).

## Cardinalidade
Em contraste com a noção de modelo saturado, os modelos primos  são restritos a cardinalidades muito específicas pelo teorema de Löwenheim- Skolem. Se {\displaystyle L} é uma linguagem de primeira ordem com cardinalidade {\displaystyle \kappa } e {\displaystyle T} uma teoria completa sobre {\displaystyle L,} em seguida, este teorema garante um modelo para {\displaystyle T} de cardinalidade {\displaystyle \max(\kappa ,\aleph _{0});} portanto, nenhum modelo primo de {\displaystyle T} pode ter maior cardinalidade, pois no mínimo ele deve ser elementarmente incorporado nesse modelo. Isso ainda deixa muita ambiguidade na cardinalidade real. No caso das linguagens contáveis, todos os modelos primos são, no máximo, contáveis.

## Relacionamento com modelos saturados
Existe uma dualidade entre as definições de modelos primos e saturados. Metade dessa dualidade é discutida no artigo sobre modelos saturados, enquanto a outra metade é como se segue. Enquanto um modelo saturado realiza tantos tipos quanto possível, um modelo primo realiza tão poucos quanto possível: é um modelo atômico, realizando apenas os tipos que não podem ser omitidos e omitindo o restante. Isto pode ser interpretado no sentido de que um modelo primo não admite "quaisquer excessos": qualquer característica de um modelo que é opcional é ignorado.
Por exemplo, o modelo de {\displaystyle \langle {\mathbb {N} },S\rangle } é um excelente modelo da teoria dos números naturais N , com um operação sucessor S; um modelo não-primo pode ser {\displaystyle \langle {\mathbb {N} }+{\mathbb {Z} },S\rangle ,} significando que há uma cópia dos inteiros inteiros que é disjunto da cópia original dos números naturais dentro deste modelo; neste complemento, a aritmética funciona como de costume. Estes modelos são elementarmente equivalentes; sua teoria admite o seguinte axioma (verbalmente):
1. Não há um único elemento que não é o sucessor de um elemento;
2. Não existem dois elementos distintos que tenha o mesmo sucessor;
3. Nenhum elemento satisfaz Sn(x) = x , com n>0.

Esses são, na verdade, dois dos axiomas de Peano, enquanto o terceiro ponto segue a partir do primeiro por indução (outro dos axiomas de Peano). Qualquer modelo desta teoria consiste em cópias disjuntas dos inteiros além dos números naturais, uma vez que se gera um submodelo a partir de 0 todos os pontos restantes admitem predecessores e sucessores indefinidamente. Este é o esboço de uma prova de que {\displaystyle \langle {\mathbb {N} },S\rangle } é um modelo primo.